# 天王洲セントラルタワー
天王洲セントラルタワー（てんのうずセントラルタワー）は、東京都品川区東品川の天王洲アイルの一角にある高層ビル。ビル内は、オフィスが主体になっている。

## 概要
天王洲アイルの他の高層ビルと異なり、もともとの地権者である中川特殊鋼が建設した超高層ビルである。

## 入居企業
- シグマ アルドリッチ ジャパン
- 大同メタル工業
- ダウ・ケミカル
- AKKODiSコンサルティング
- KANAMEL

## アクセス
- 東京臨海高速鉄道りんかい線・東京モノレール羽田線天王洲アイル駅より徒歩2 - 3分程度。
- 品川駅より都営バス（品96系統）の『天王洲アイル』、または都営バス・品98系統『新東海橋』下車。各バス停より徒歩2 - 3分程度。